# プレンツィア
プレンツィア（バスク語: Plentzia）またはプレンシア（スペイン語: Plencia）は、スペイン・バスク州ビスカヤ県のムニシピオ（基礎自治体）である。公式名はバスク語名のPlentzia。2014年の人口は4,344人。

## 地理
ビルバオから約25 kmの距離（北東）にあり、ビルバオ都市圏に含まれる。面積は、約11.17 km2。メトロ・ビルバオの起点となっている。自治体内ではビスカイバスの2路線が運行されている。
プレンツィアの気候は西岸海洋性気候（Cfb）であり、年平均気温は14.1 ℃で、年平均降水量は1233 mmほど。ただし、西岸海洋性気候とは言っても年中降水が安定しているわけではなく、最も乾燥するのは夏季の7月で1ヶ月に平均48 mmほどしか降らないのに対して、冬季の12月には1ヶ月に平均163 mmと、月平均降水量に4倍近い差が存在する。このような気候のリゾート地であり、プレンツィア川の河口に大規模なビーチがある。半円状のプレンツィア湾は近隣のゴルリスとバリカの自治体にもまたがっている。
町の歴史に加えて、特に商船港としての歴史を伝える小規模な市立博物館がある。屋内型の市立バスク・ペロタ競技場（フロントン）があり、バスクの伝統的スポーツであるペロタの公式戦が行われることもある。

## 歴史
プレンツィアの町の起源は、ビスカヤ領主であるアロ伯ロペ・ディアス2世が捕鯨に焦点を当ててゴルリス地区の海洋用語を定義した13世紀に遡る。しかし、アロ伯ディエゴ・ロペス5世によって村が建設されたのは1299年のことである。ガミニス海岸地域にゴルリスのコミュニティに属する村が設置され、その後ゴルリスから分離してプレンツィアの町となった。
スペイン語での町のオリジナルの名称はプラセンシア・デ・ブトゥロン(Placencia de Butron/Plasencia de Butron)だったが、時が経つにつれて短縮されて現在のプレンシア(Plencia)となった。ログローニョ管轄区がプレンツィアを統治していたが、やがてビスカヤ領主とカスティーリャ王がプレンツィアのフエロ（特権）を承認した。旧市街はかつて市壁に囲まれていたが、今日ではアルコ・デ・サンティアゴ門が残るのみである。

## 経済
きれいなビーチと穏やかな海、滞在者用のアメニティが多数あることで、プレンツィアのビーチはとても人気のある観光地となっている。プレンツィアや近隣の町には、ビルバオに住む裕福な家庭が週末に使用する別荘地がある。別荘地の住人やビルバオからの滞在者のおかげで、夏季にはビーチ、バル、レストランが盛況となる。バスク地方の他の町同様に、ピンチョスを提供する小規模なバルから畏まったディナーを提供するレストランまで、数多くの飲食店がある。

## 文学
小説家ベニート・ペレス・ガルドスの代表作『フォルトゥナータとハシンタ』の最初の部分はプレンツィアで展開される。カミーロ・ホセ・セラの紀行文学『Del Miño al Bidasoa』（ミーニョ川からビダソア川まで）にはプレンツィアが登場する。セサル・ペレス・ヘリーダの『Versos, canciones y trocitos de carne』にもこの町が登場する。

## 写真集

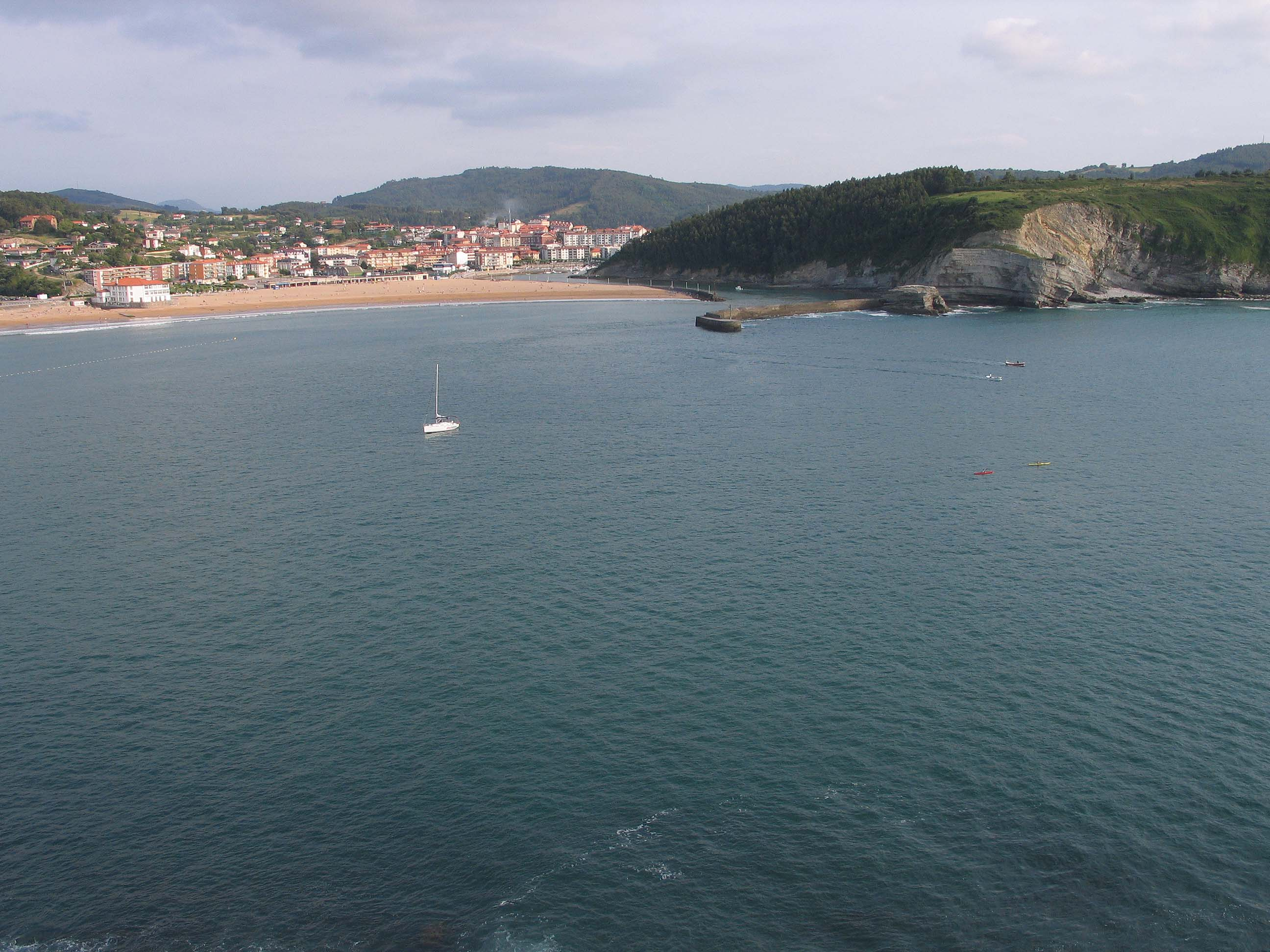
ビスケー湾とプレンツィアの海岸
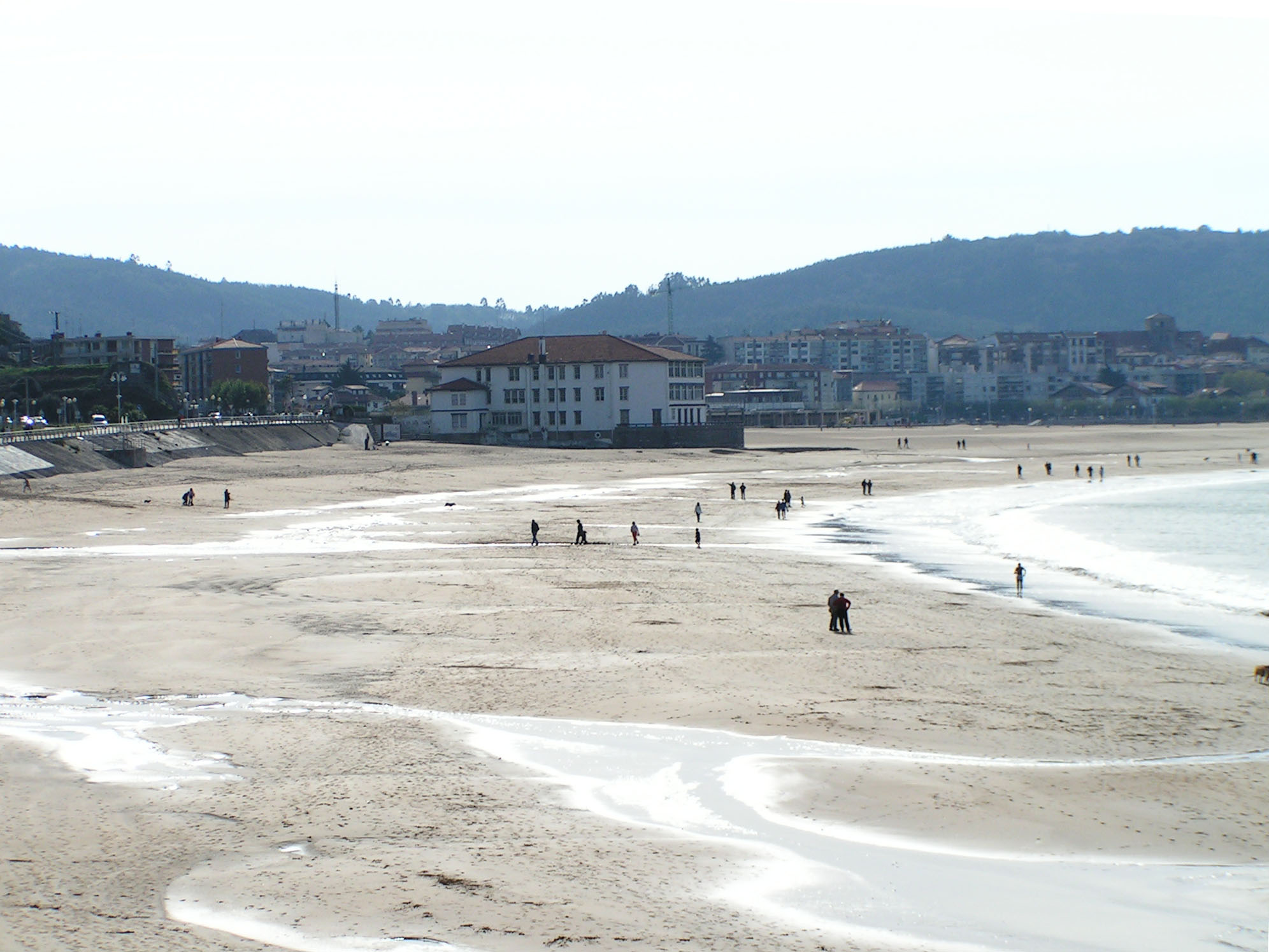
プレンツィアの海岸と町並み
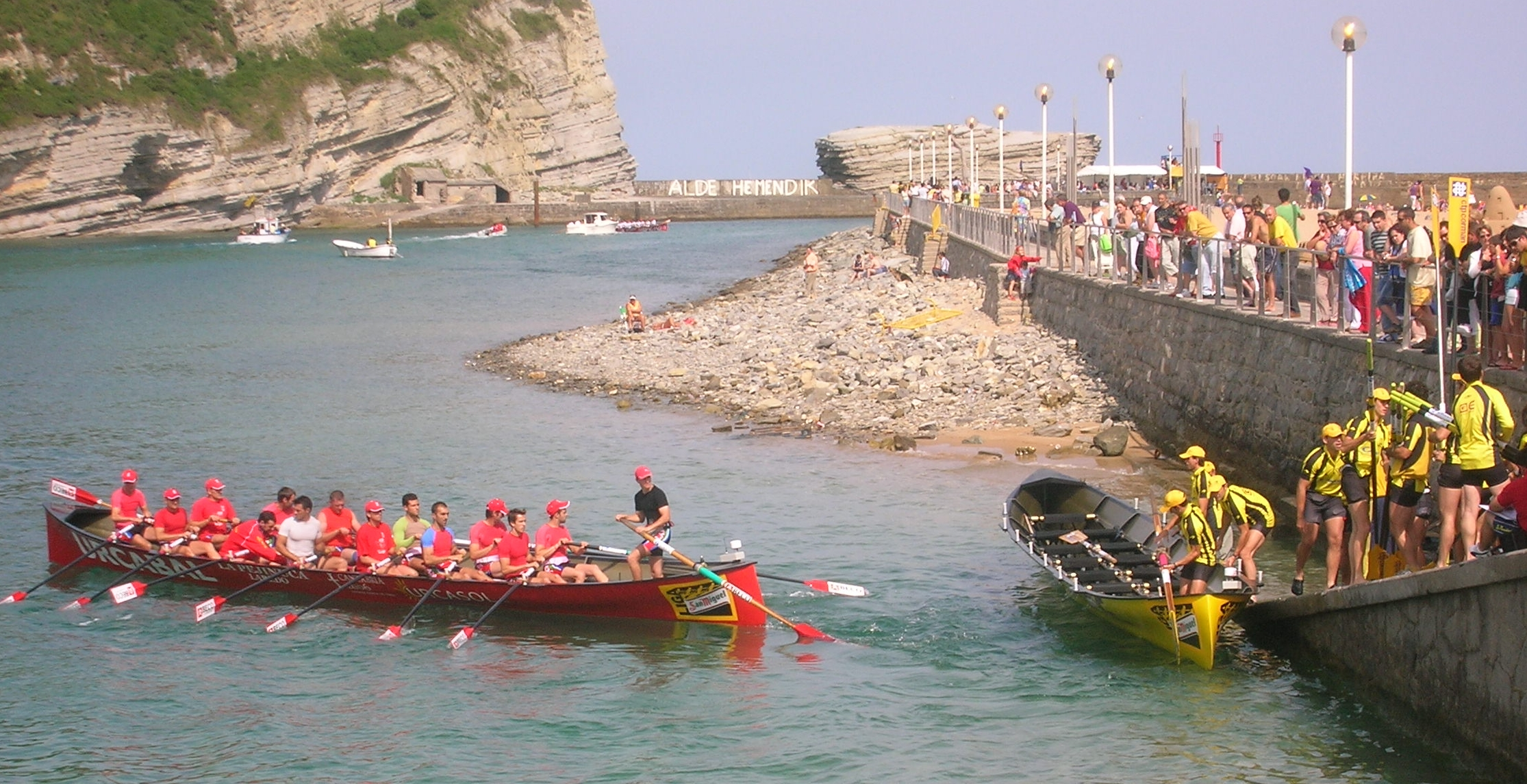
トライネラの競技チーム
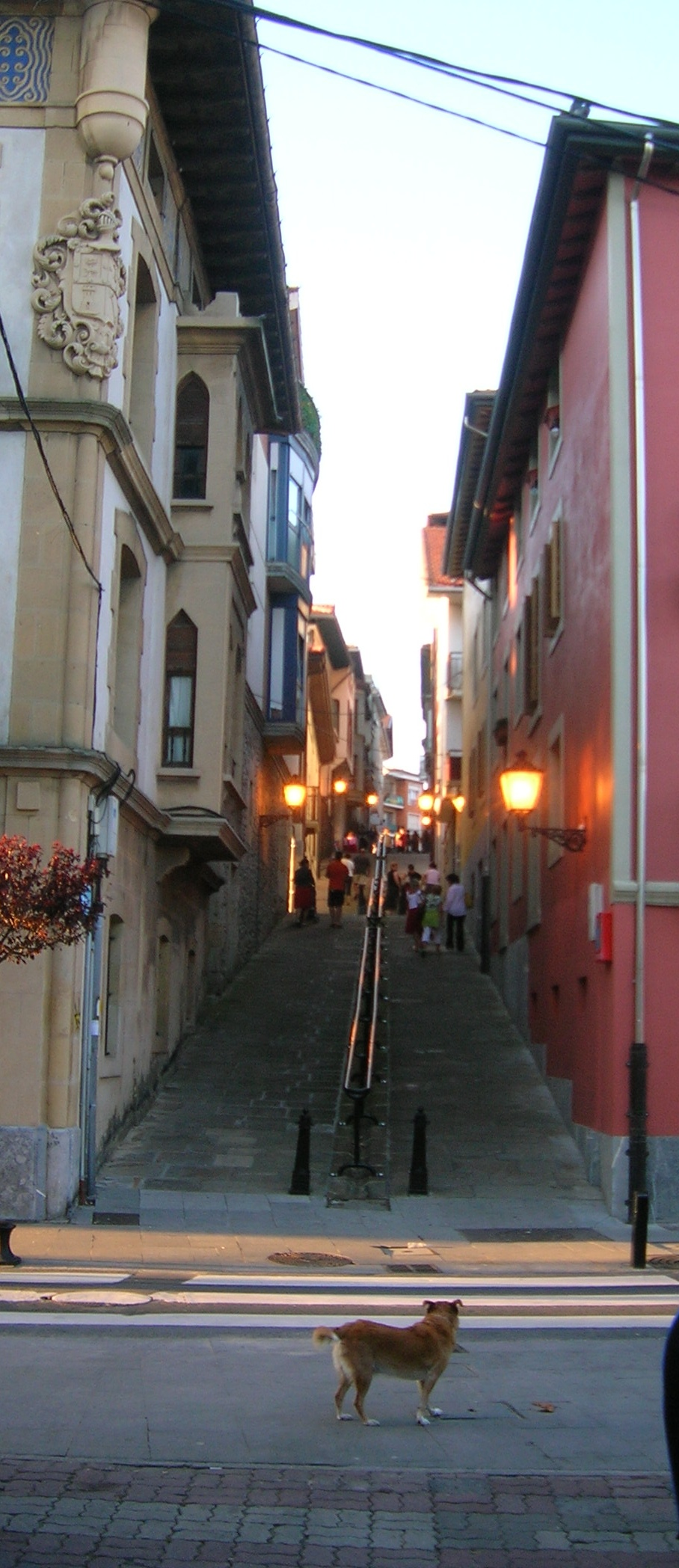
プレンツィアの路地
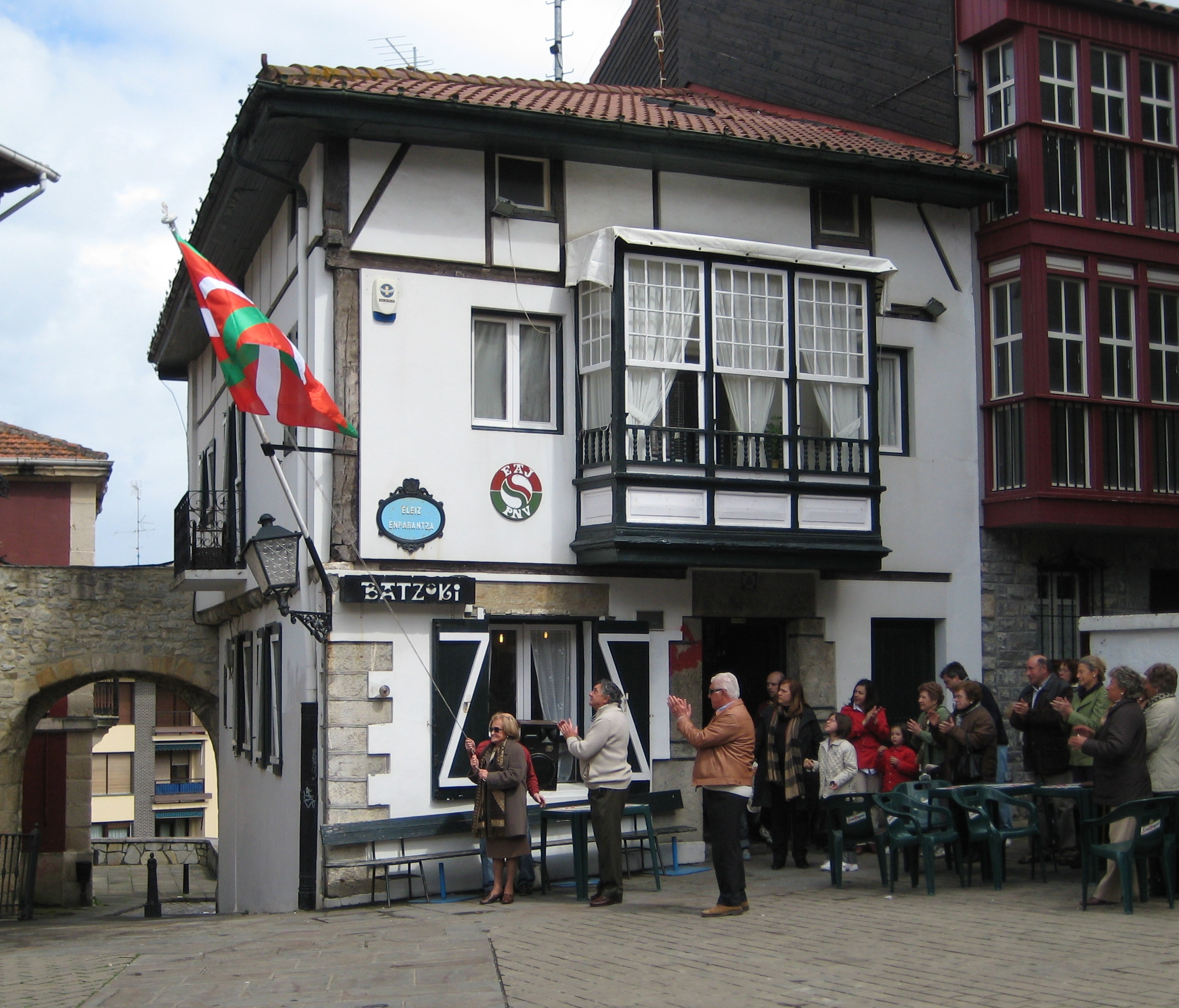
イクリニャの掲揚